# Leopold Ladenburg
Leopold Ladenburg (* 11. August 1809 in Mannheim; † 24. Juli 1889 ebenda) war Rechtsanwalt und Nationalökonom. Er gilt als Pionier des modernen Handelsrechts und war Vorreiter der Judenemanzipation in Baden.

## Familie
Leopold Ladenburg entstammte der bekannten jüdischen Familie Ladenburg in Mannheim und war der Sohn des Bankiers Wolf Ladenburg (1766–1851), Gründer des Bankhauses Ladenburg, und der Wilhelmine Lorch (1770–1845).
Er heiratete am 24. August 1836 seine Nichte Delphine Picard (geboren am 24. April 1814; gestorben am 2. Januar 1882) aus Straßburg (Elsass), die Tochter seiner älteren Schwester Fanni (1790–1862) und deren ersten Ehemanns Theodor Picard (1785–1814) in Straßburg.
Aus dieser Ehe stammt auch der bekannte Chemiker Albert Ladenburg.

## Leben
Er besuchte das Mannheimer Gymnasium und studierte zunächst ab November 1827 Mathematik an der Universität Heidelberg, wechselte aber später zu den Rechtswissenschaften in München und Heidelberg. 1832 promovierte er zum Dr. jur. in Heidelberg. Anschließend wurde er 1833 Obergerichts-Advokat in Mannheim. 1832/33 legte Ladenburg zwei Schriften vor, die sich mit der Gleichstellung der Juden in Baden beschäftigten und im Rahmen einer Petition der Zweiten badischen Kammer vorgelegt wurden. Darin wies er unter anderem nach, dass die badische Gemeindeordnung von 1831, die nur Christen die Wählbarkeit zum Gemeinderat und zum Bürgermeister gestattete, gegen die Deutsche Bundesakte verstieß.
Im Handelsrecht tat sich Ladenburg mit zahlreichen Veröffentlichungen hervor, insbesondere auf seinen beiden Spezialgebieten den Börsengeschäften und dem Recht des Wechsels und der Anweisung. Ab 1841 berichtete er regelmäßig über Entscheidungen badischer Gerichte in Wechselsachen und in der Zeitschrift für Handelsrecht war er der Autor mit den meisten Abhandlungen aus der Praxis.
Ladenburg engagierte sich stark im politischen und gesellschaftlichen Leben seiner Heimatstadt und seiner jüdischen Gemeinde, deren Vorsitzender er von 1849 bis 1884 war. So wurde er 1839 im Alter von 30 Jahren Mitglied im Großen Bürgerausschuss der Stadt Mannheim, dem er bis 1875 angehören sollte.
Auch während der Revolution von 1848 engagierte er sich stark: Am 18. Januar 1848 gehörte Ladenburg zu den 34 Mannheimer Persönlichkeiten, die für die Erarbeitung der Dreizehn Petitionen der Mannheimer Bürgerschaft verantwortlich waren. Am 1. März war er einer der 600 Mannheimer Bürger, die in Karlsruhe die Überreichung der Sturmpetition begleiteten. Am 30. März reiste er nach Frankfurt am Main, um die Eröffnung des Vorparlaments in der Frankfurter Paulskirche zu beobachten. Das Erlebnis machte auf ihn „einen tiefen Eindruck“. Während der Frankfurter Nationalversammlung stand er in dauerndem Briefkontakt mit dem Mannheimer Abgeordneten Friedrich Daniel Bassermann und fungierte als dessen Verbindungsmann zu seiner Heimatstadt. Schließlich nahm er an der Gründung des Mannheimer Vaterländischen Vereins teil, zu dessen Führungskollegium er dann gehörte.
Er gehörte am 25. März 1865 im Haus seines Bruders Seligmann Ladenburg (1797–1873) als eines von sechs Mitgliedern der Familie Ladenburg zu den Gründern der Badischen Anilin- und Soda-Fabrik (BASF) in Ludwigshafen, die am 26. April 1865 ins Handelsregister eingetragen wurde. 1866 wurde er Vorsitzender des Verwaltungsrats der Gemeinnützigen Baugesellschaft. Ab 1869 war er Vorstandsmitglied im Nationalliberalen Verein zu Mannheim.
Er starb 1889 und wurde auf dem jüdischen Friedhof Mannheim beigesetzt.